# Frontera entre França i Saint Lucia
La frontera entre França i Saint Lucia és la frontera, íntegrament marítima, que separa França (al nivell de Martinica) de Saint Lucia, a les Petites Antilles (mar Carib).

Mapa de les fronteres marítimes al Carib

## Història
La frontera marítima entre ambdós països va ser determinada per un acord signat el 4 de març de 1981 a París (capital de França) i va entrar en vigor el mateix dia.

## Característiques
Els espais marítims de cadascun dels dos països són delimitats pels arcs de loxodromia juntant els punts que tenen les següents coordenades geogràfiques (en el sistema geodèsic adoptat per Martinica per l'Institut géographique national français en 1953) :
- L1 : 14° 04′ 50″ N, 62° 48′ 50″ O / 14.08056°N,62.81389°O
- L2 : 14° 05′ 11″ N, 62° 46′ 38″ O / 14.08639°N,62.77722°O
- L3 : 14° 09′ 16″ N, 62° 13′ 40″ O / 14.15444°N,62.22778°O
- L4 : 14° 10′ 15″ N, 61° 46′ 27″ O / 14.17083°N,61.77417°O
- L5 : 14° 10′ 30″ N, 61° 43′ 01″ O / 14.17500°N,61.71694°O
- L6 : 14° 11′ 16″ N, 61° 23′ 58″ O / 14.18778°N,61.39944°O
- L7 : 14° 12′ 27″ N, 61° 16′ 41″ O / 14.20750°N,61.27806°O
- L8 : 14° 12′ 31″ N, 61° 16′ 26″ O / 14.20861°N,61.27389°O
- L9 : 14° 13′ 49″ N, 61° 11′ 18″ O / 14.23028°N,61.18833°O
- L10 : 14° 15′ 10″ N, 61° 04′ 35″ O / 14.25278°N,61.07639°O
- L11 : 14° 16′ 21″ N, 61° 00′ 14″ O / 14.27250°N,61.00389°O
- L12 : 14° 14′ 36″ N, 60° 53′ 31″ O / 14.24333°N,60.89194°O
- L13 : 14° 13′ 09″ N, 60° 44′ 12″ O / 14.21917°N,60.73667°O
- L14 : 14° 12′ 16″ N, 60° 40′ 47″ O / 14.20444°N,60.67972°O
- L15 : 14° 08′ 08″ N, 60° 10′ 37″ O / 14.13556°N,60.17694°O
- L16 : 14° 08′ 00″ N, 60° 09′ 15″ O / 14.13333°N,60.15417°O
- L17 : 14° 07′ 20″ N, 60° 03′ 40″ O / 14.12222°N,60.06111°O
- L18 : 14° 06′ 51″ N, 59° 59′ 59″ O / 14.11417°N,59.99972°O